# Датч-Айленд (Джорджія)
Датч-Айленд (англ. Dutch Island) — переписна місцевість (CDP) в США, в окрузі Четем штату Джорджія. Населення — 1238 осіб (2020).

## Географія
Датч-Айленд розташований за координатами 32°0′12″ пн. ш. 81°1′58″ зх. д. / 32.00333° пн. ш. 81.03278° зх. д. (32.003442, -81.032828).  За даними Бюро перепису населення США в 2010 році переписна місцевість мала площу 7,92 км², з яких 6,37 км² — суходіл та 1,55 км² — водойми.

## Демографія
Згідно з переписом 2010 року, у переписній місцевості мешкало 1257 осіб у 427 домогосподарствах у складі 384 родин. Густота населення становила 159 осіб/км².  Було 448 помешкань (57/км²).
Расовий склад населення:
| - 94,3 % — білих - 2,8 % — чорних або афроамериканців - 1,8 % — азіатів |

До двох чи більше рас належало 1,0 %. Частка іспаномовних становила 2,1 % від усіх жителів.
За віковим діапазоном населення розподілялося таким чином: 27,4 % — особи молодші 18 років, 60,7 % — особи у віці 18—64 років, 11,9 % — особи у віці 65 років та старші. Медіана віку мешканця становила 42,5 року. На 100 осіб жіночої статі у переписній місцевості припадало 93,4 чоловіків;  на 100 жінок у віці від 18 років та старших — 92,4 чоловіків також старших 18 років.
Середній дохід на одне домашнє господарство  становив 175 569 доларів США (медіана — 150 000), а середній дохід на одну сім'ю — 191 921 долар (медіана — 160 192). Медіана доходів становила 125 833 долари для чоловіків та 83 182 долари для жінок. За межею бідності перебувало 4,2 % осіб, у тому числі 2,9 % дітей у віці до 18 років та 9,3 % осіб у віці 65 років та старших.
Цивільне працевлаштоване населення становило 389 осіб. Основні галузі зайнятості: освіта, охорона здоров'я та соціальна допомога — 27,0 %, фінанси, страхування та нерухомість — 16,5 %, науковці, спеціалісти, менеджери — 15,2 %.